# 埃塞克斯村 (康乃狄克州)
埃塞克斯村（英語：Essex Village）是位於美國康乃狄克州米德爾塞克斯縣的一個村落。該地的面積和人口皆未知。

## 地理
埃塞克斯村的座標為41°21′22″N 72°23′21″W / 41.35611°N 72.38917°W，而該地的平均海拔高度為19米（即62英尺）。